# Austin Corbett
Pour les articles homonymes, voir Corbett.
(en) Statistiques sur pro-football-reference
Austin Corbett, né le 5 septembre 1995 à Reno dans le Nevada, est un joueur américain de football américain qui évolue au poste d'offensive guard. 
Il joue avec la franchise des Panthers de la Caroline dans la National Football League (NFL).
Au terme de la saison 2021, il remporte le Super Bowl LVI avec les Rams de Los Angeles.

## Biographie

### Carrière universitaire
Étudiant à l'université du Nevada, il joue avec l'équipe du Wolf Pack de 2015 à 2017.

### Carrière professionnelle
Il est sélectionné en 33e choix global lors du deuxième tour de la draft 2018 de la NFL par les Browns de Cleveland.
Le 15 octobre 2019, il est échangé aux Rams de Los Angeles contre une sélection de cinquième tour de la draft 2021,.
Le 16 mars 2022, il signe un contrat portant sur une durée de trois ans pour un montant de 26,25 millions de dollars avec les Panthers de la Caroline.